# Liste des gouverneurs du Roussillon
La fonction de gouverneur du Roussillon est créée en 1660. Louis XIV entend ainsi asseoir définitivement la domination française sur cette nouvelle province jugée agitée et assurer l'alignement sur les institutions françaises. 
Il s'agit traditionnellement d'un représentant du roi de France en Roussillon. Initialement, le gouverneur a des pouvoirs importants, tant civils que militaires, mais avec le temps, ses pouvoirs militaires sont transférés à un commandant en chef. Cette fonction a la particularité d'avoir été tenue par la famille de Noailles pendant le siècle d'existence de la province.
Les comtés de Roussillon et de Cerdagne avaient été périodiquement occupés par la France entre 1462 et 1493, ainsi que pendant la guerre des Faucheurs. Ainsi, Louis XI nomme un sénéchal ayant les mêmes fonctions entre 1466 et 1474, et en 1643 un gouverneur est même nommé par Philippe de La Mothe-Houdancourt, vice-roi de Catalogne.

## Liste
| Portrait | Nom                    | Nomination       | Période     | Notes |
| -------- | ---------------------- | ---------------- | ----------- | --- |
|          | Bernard d'Oms          | 2 octobre 1466   | 1466 – 1474 | Nommé sénéchal par Louis XI, ce catalan pacifie la province en son nom, mais lorsqu'il comprend que Louis XI veut conserver le Roussillon, il se rebelle et est décapité.                 |
|          | Thomas de Banyuls      | 3 février 1643   | 1643 – 1651 | Nommé par Louis XIV alors que le Roussillon n'est pas encore rattaché à la France, il est également procureur royal.                                                                      |
|          | Jacques de Souillac    | Inconnue         | 1651 – 1654 | Nommé lieutenant-général de la province à la suite de la trahison de Thomas de Banyuls, il assure l'intérim.                                                                              |
|          | François de Sagarre    | 27 avril 1654    | 1654 – 1660 | Nommé gouverneur à la suite de Thomas de Banyuls, lorsque le Roussillon devient province française, il obtient le poste de second président à mortier du Conseil souverain de Roussillon. |
|          | Anne de Noailles       | 1er février 1660 | 1660 – 1678 | Premier gouverneur nommé par Louis XIV après le rattachement du Roussillon. |
|          | Anne-Jules de Noailles | 1er février 1678 | 1678 – 1698 | Fils du précédent, également vice-roi de Catalogne. |
|          | Adrien de Noailles     | 6 mars 1698      | 1698 – 1766 | Fils du précédent. |
|          | Louis de Noailles      | 25 juin 1766     | 1766 – 1791 | Fils du précédent, dernier gouverneur. |